# Архиепископия новгородская

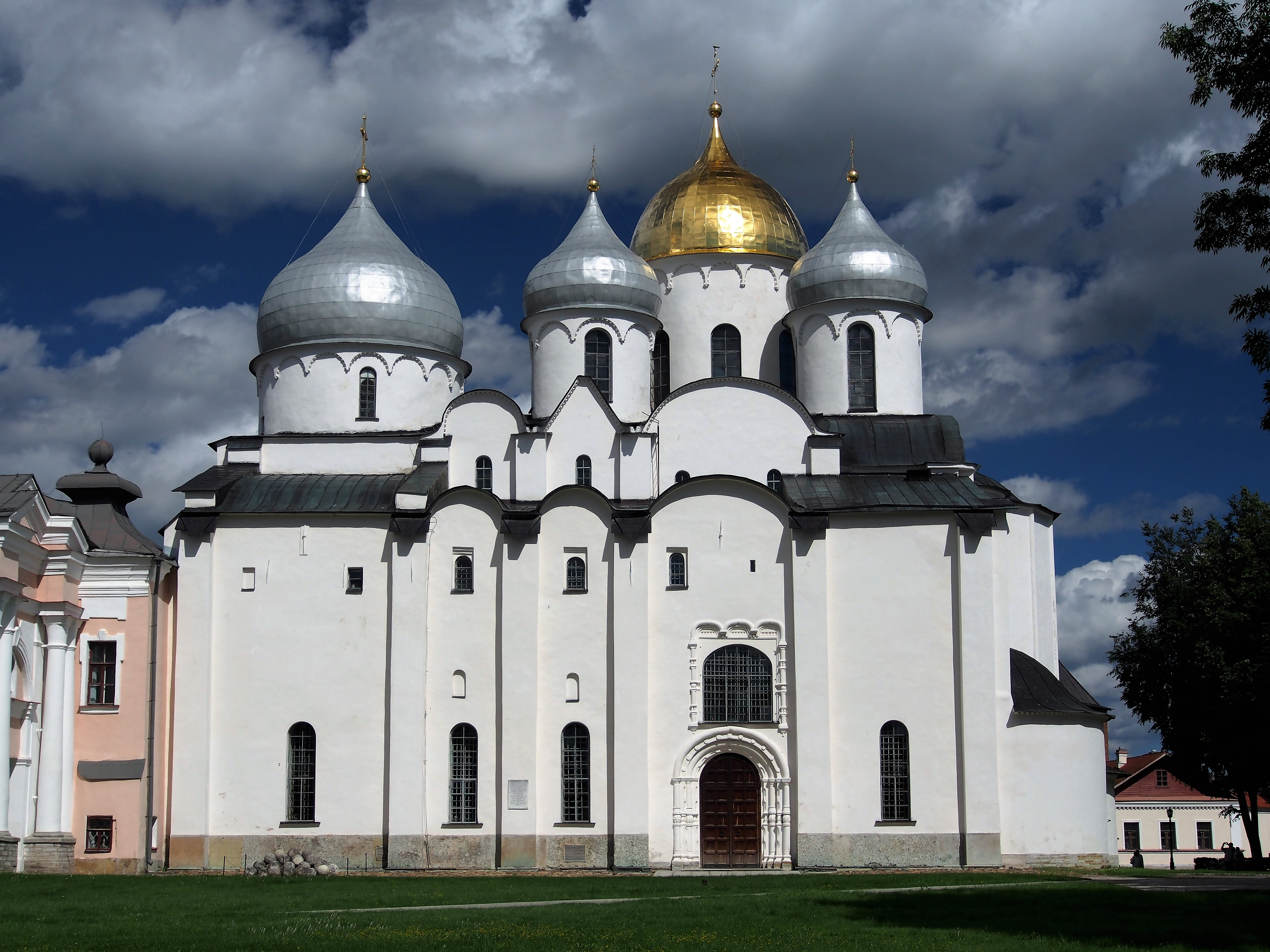
Софийский собор. Великий Новгород

Архиепископия новгородская — одна из древнейших русских святительских кафедр. Данные по году основания кафедры отличаются. По некоторым данным кафедра была учреждена в 951 году, по другим неподтвержденным данным в 989 году.
В епархиальном списке киевской митрополии новгородская кафедра занимала первое место. В судьбе кафедры отразились характерные для истории Новгорода политические процессы. Эта закономерность определялась тесной взаимосвязью софийской кафедры с социально-политическим и экономическим развитием Новгородского государства.
Первый известный Новгородский святитель, Иоаким Корсунянин, прибыл в Новгород в конце X века, вероятнее всего в 992 году. Владыка начал апостольские труды с простройки школы и храмов, среди которых был вероятно и деревянный Софийский собор. При епископе Луке Жидяте и князе Владимире Ярославиче, вероятно в 1045 году, был заложен каменный Софийский собор, который затем на века сделался духовным и просветительским центром Новгородской земли, главным её символом.
В многовековой истории кафедры, вплоть до инкорпорации Новгорода в состав Российского государства, выделяют следующие основных периоды:
1-й этап (до 1130—50-х) характеризуется практически полной зависимостью новгородской кафедры от киевской митрополии.
2-й этап (до 1330—50-х) демонстрирует целенаправленное внедрение святительской кафедры в государственную систему Новгорода, трансформацию новгородской кафедры в важнейший государственный институт и постепенное освобождение кафедры от диктата митрополии.
3-й этап (до 1482) софийская кафедра достигает максимума своего могущества. Владыка фактически возглавляет государственное управление Новгорода, председательствуя в олигархическом Совете господ.
Последним Новгородским архиепископом, избранным по жребию, стал преподобный Феофил, уже после того как в 1471 году великий князь Московский Иоанн Васильевич совершил удачный поход на Новгород и принудил новгородцев «ставить архиепископа на Москве.»